# Marek Kuszewski

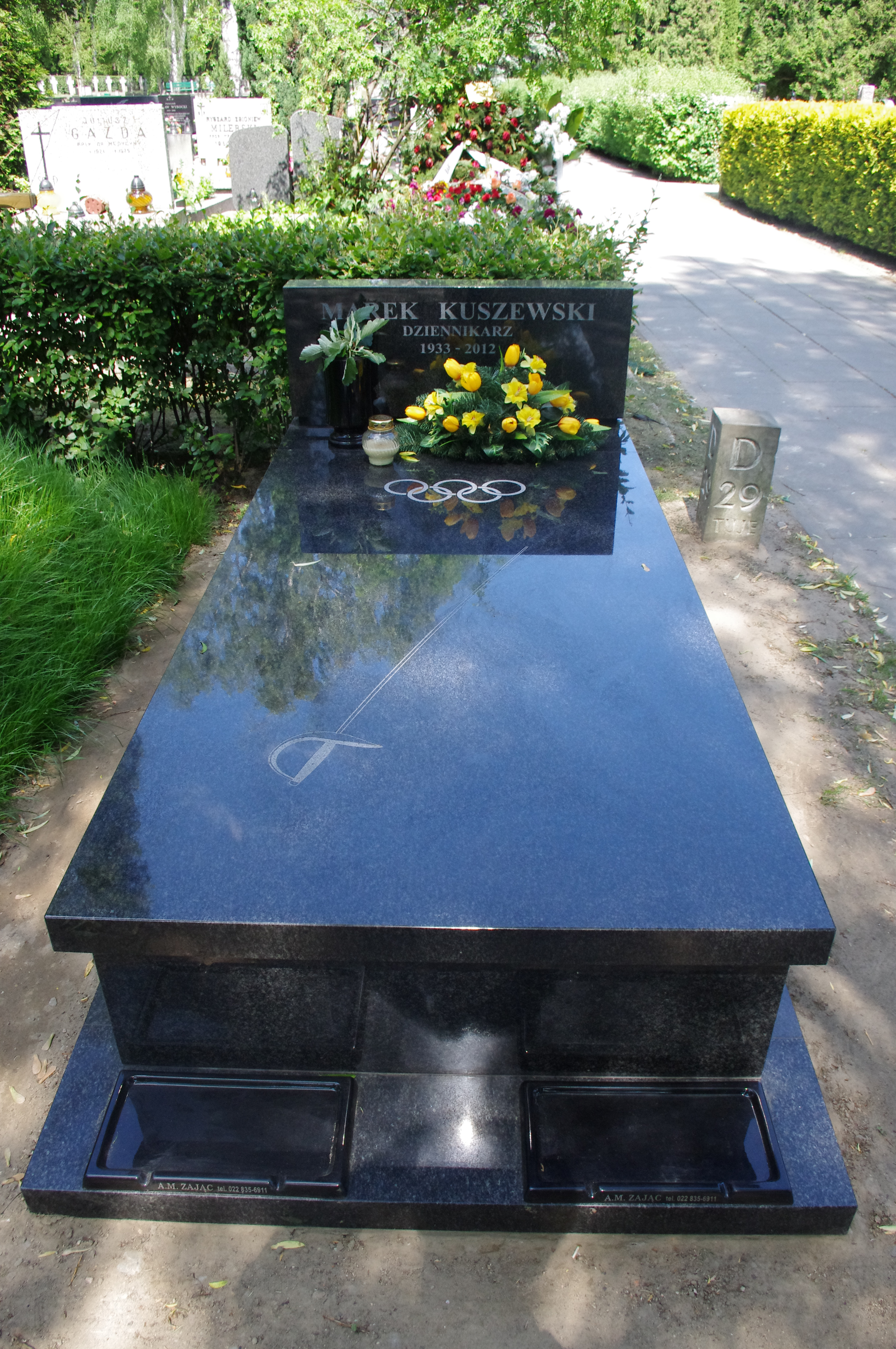
Grab Marek Kuszewski

Marian Zygmunt „Marek“ Kuszewski (* 31. Oktober 1933 in Kielce; † 5. März 2012 in Warschau) war ein polnischer Säbelfechter.

## Erfolge
Marek Kuszewski gewann 1954 mit der polnischen Säbel-Mannschaft bei den Weltmeisterschaften in Luxemburg Silber hinter dem ungarischen Team.
Bei den Olympischen Spielen 1956 in Melbourne erhielt er Silber mit der Mannschaft, erneut hinter dem ungarischen Team.
1957 bei den Weltmeisterschaften in Paris gewann seine Mannschaft Bronze.
Bei seiner zweiten Teilnahme an den Olympischen Spielen 1960 in Rom wurde es erneut Silber mit der Mannschaft.